# Бруде VI
Бруде VI (гэльск. Bridei VI) — король пиктов в 842 году.

## Биография
Он правил короткое время в 842 году между Вурадом и Киниодом II.